# 纳卡姆
纳卡姆（羅馬化：Nakam，直译：「復仇」），又譯復仇者，是由約50名大屠杀幸存者组成的猶太私兵組織。納卡姆的組織目標為報復德國對6百萬名猶太人的种族灭绝。阿巴·科夫纳领导下，納卡姆計畫無差別杀死6百萬名德国人，作為報復，以国还国。 科夫纳前往巴勒斯坦获取大量毒药，計畫投入水管，以毒殺大量德国人。納卡姆成員滲透了纽伦堡供水系统。然而，科夫纳在抵达英國佔領區时被捕，毒药被迫扔到船外。  
“A計畫”失败后，納卡姆開始“B计划”，殺害目标是美国佔领区关押的战俘。納卡姆在当地取得砒霜，并滲透供应拘留营的麵包店，在食物中下毒。納卡姆在纽伦堡合作通銷麵包店3千條麵包中下毒，使紐倫堡拘留营的兩千名德國戰俘生病。然而，没有人因此死亡。尽管，纳卡姆的行徑為一如恐怖攻擊，德国检察官因“异常情况”驳回了针对两名納卡姆成员的案件。

2021年電影《A計畫》改編自納卡姆的攻擊行動。

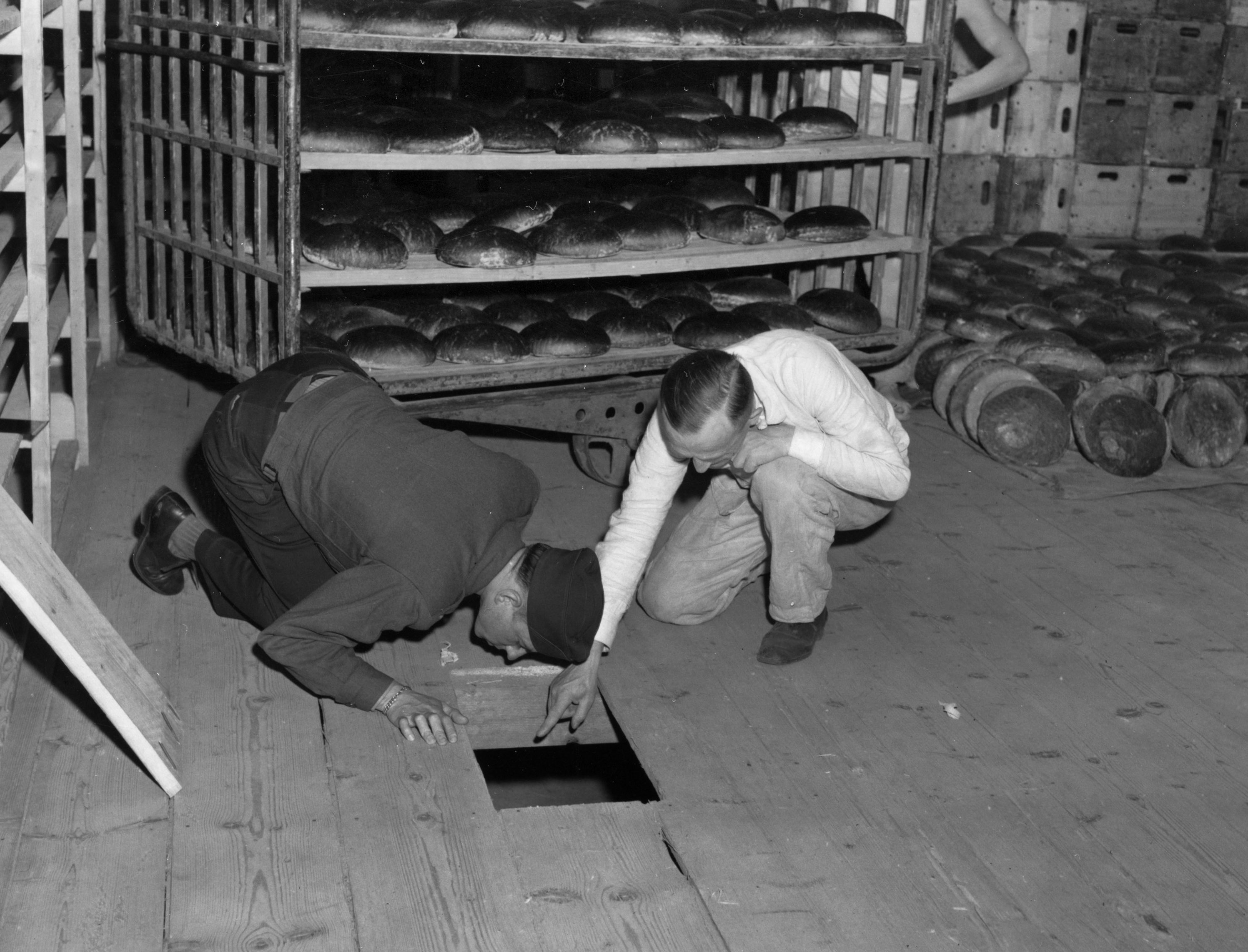
在纽伦堡下毒計畫失敗后，一名美国中尉（左）和一名德国侦探搜查合作通銷麵包店（Konsum-Genossenschaftsbäckerei）

## 背景
在大屠杀期间，纳粹德国、其盟友及協力者，利用枪決和毒气等方法，杀害了大约600万犹太人 。许多幸存者失去了整个家庭和社区，难以想象恢复正常生活，渴望報復纳粹战犯，甚至整个德国人民。 1942年底，随着大屠杀的消息传到托管巴勒斯坦，犹太报纸上到处都是要求报复的呼声。华沙犹太区起义的领导人伊扎克·祖克曼評述：「沒有认识任何一个不热衷于报复的犹太人」 。然而，多數倖存者選擇专注于重建生活及社区，纪念死者。以色列历史学家黛娜·波拉特估计，总共有大约 200 或 250 名大屠杀幸存者试图实施暴力报复，其中主要是纳卡姆；此外，摩萨德的暗杀行动夺去了1千至1千5百人的生命。 

## 成立
1945年，科夫纳参观波纳里大屠杀现场及馬伊達內克滅絕營，会见罗马尼亚奥斯威辛集中營幸存者后，决定復仇。科夫纳招募了约50名幸存者，其中多為前犹太游击队员，以及逃往苏联的倖存者。基於他們能够忍耐惡劣環境而錄用。大多数成員為二十出头 ，来自维尔纽斯、罗夫诺、琴斯托霍瓦或克拉科夫。  組織名稱來自“复仇”（Nakam），名稱包含希伯来语「判斷」 (דין；），也是「以色列的血报」的首字母缩写（דם ישראל נוטר；）。 
納卡姆認為，纳粹德国的失败并不意味着犹太人可以免于另一场大屠杀。科夫纳认为，若不以眼還眼，杀死6百万德国人，是無法令犹太人的敌人畏懼。“行動必須令人震惊。德国人应该知道，在奥斯维辛集中营之后，不可能恢复常態。” 科夫纳的近乎“催眠”口才表达了倖存者的情绪。納卡姆认为，法律无法充分處理大屠杀這般的极端事件，彻底崩溃的世界道德，只能通过灾难性的报复性暴力来平復。  波拉特假设「納卡姆」是痛苦的幸存者准备“回归社会和法治生活”之前的“必經阶段”。 
納卡姆制定了两个计划：A计划為杀死大量德国人，B计划為毒死关押在美国拘留营中的党卫军戰俘。  科夫纳及成員从罗马尼亚前往意大利，受到犹太旅士兵的热情接待。猶太旅士兵希望科夫納協助组织偷渡至巴勒斯坦，但科夫纳拒绝。 納卡姆开发地下网络，筹集资金，渗透德国基础设施，并获取毒药。納卡姆從青年衛士的成員獲得德国伪造的英国货币，強迫捐款，及向犹太旅的同情者募資。 

## A计划
Joseph Harmatz，冒名“Maim Mendele”的波兰難民，計畫渗透纽伦堡的市政供水系统。 因为紐倫堡曾是纳粹党的大本营，納卡姆以此為目標。通过贿赂，Harmatz让Wilek Schwarzreich 取得市政自来水公司的职务。Wilek Schwarzreich是来自克拉科夫、能说一口流利德语的工程师。 Schwarzreich取得供水系统的圖紙和主水阀的控制，绘制適合投毒的地點。  巴黎， Jitzchak Avidov负责納卡姆一支小组，成員包括Vitka Kempner ，科夫纳的未婚妻暨前战友。　Avidov曾在大衛·本·古里安前往德国的難民营時，与他交谈，但比起復仇，古里安更想致力於以色列的独立。 
科夫纳擔當從依舒夫社群取得毒藥的任務。1945年7月，科夫纳离开犹太旅前往米兰，伪装成正在休假的犹太旅士兵，并于次月登上一艘前往巴勒斯坦的船。Avidov在這段期間成为欧洲區领导人。 到达巴勒斯坦后，科夫纳遭摩萨德关押三天，由Shaul Avigur亲自审问。  科夫纳与哈加拿的Moshe Sneh及以色列‧加利利谈判，希望说服他们给他毒药，以进行较小的报复行动，以换取不將依舒夫不扯進行動。 
9月，科夫纳通知欧洲的納卡姆取得毒药失敗，因此納卡姆招募化学家和維爾紐斯隔都的前叛乱分子Yitzhak Ratner，并专注于B计划。 科夫纳最终接觸伊弗雷姆和阿哈隆‧卡齊爾，耶路撒冷希伯来大学化学家。卡齐尔兄弟同情科夫纳的报复阴谋，说服希伯来大学化学品储存负责人给他毒药。几十年后，科夫纳声称他已经将B计划推銷給时任世界犹太复国主义组织主席的魏茨曼，魏茨曼向他引介卡齊爾兄弟。然而，如果科夫纳曾与魏茨曼见过面，那將是在1946年2月或3月，此刻魏茨曼不在国內。 
几次延误后，1945年12月，科夫纳前往埃及亚历山大港，伪裝成休假归来的犹太旅士兵。以一个行李袋藏匿装满毒药的牙膏管，和罐头中的黄金。  登上一艘前往法国土伦的船后不久，科夫纳和其他三人便被傳喚。科夫纳让Yitzhak Ratner 将行李袋交给巴黎的Kempner，並将一半的毒药扔到船外。接著，科夫納自首，遭英国警方逮捕。  納卡姆成員認為科夫纳已遭哈加拿背叛，但波拉特認為，科夫納更有可能是被懷疑協助偷渡被捕。科夫纳不会说英语，也没有参加过犹太旅的训练，也没有被问到关于纳卡姆的问题；在埃及和巴勒斯坦监狱服刑两个月后，科夫纳获释。那时，他在納卡姆的活动结束了。 

## B计划

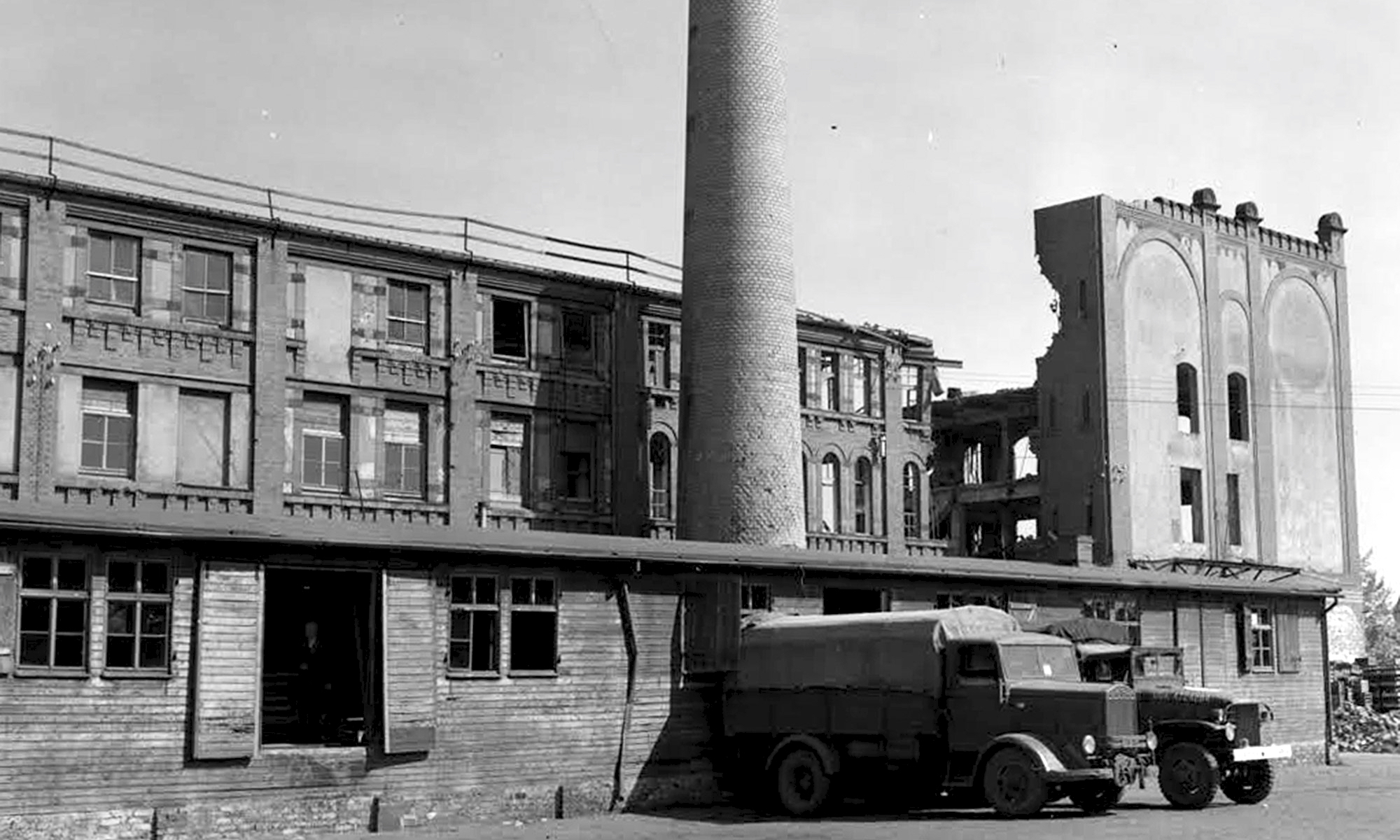
纽伦堡的合作通銷麵包店（Konsum-Genossenschaftsbäckerei ）

由于科夫纳未能取得足夠的毒藥，1946年的头几个月，纽伦堡小組决定转向毒杀党卫军戰俘。大多数納卡姆小组按命令解散，分散成員到難民营。納卡姆领导層承诺将来重启A计划。因为附近有大型美国居留營，纽伦堡和达豪的小組仍然活跃。 Yitzhak Ratner負責在歐洲就地取得毒药。1945年10月，Ratner在巴黎的納卡姆总部设立实验室，最终配制了一种砷、胶水和其他添加剂的混合毒藥，用以涂在面包上；对猫的测试证明了毒藥的杀伤力。從制革行业的成員，Yitzhak Ratner获得超过18公斤的砷，並走私至德国。
納卡姆目標為纽伦堡附近的Langwasser拘留营（前身为 Stalag XIII-D）。該拘留營有12,000 至 15,000 名囚犯，主要是美国监禁的前党卫军军官或著名的纳粹分子。 最初，拘留營雇用了两名納卡姆成员，充當司机與仓库工人。 拘留營的面包来自纽伦堡的一家面包店，即合作通銷麵包店。 纳粹集中营幸存者Leipke Distel，假扮成波兰難民，等待签证以前往加拿大親戚的面包店工作。Distel滲透進麵包店，以香烟、酒精和巧克力贿赂后，获得了进入面包店储藏室的权利。納卡姆成員，每晚在菲尔特的租屋开会讨论，尤其是如何将攻击限制在德国囚犯身上，而避免伤害美国警卫。当Harmatz将几名工人安插至拘留营担任职员時，发现星期天只有德国囚犯吃黑面包，因为美国守卫是僅发给白面包。因此，納卡姆决定在周六晚上实施袭击。
由华沙犹太区起义老兵Simcha Rotem领导，在达豪居留營的面包供应商也进行了类似的準備。Rotme與麵包店的波蘭人混熟後，將经理灌醉，复印了他的钥匙。 發動计划前几天，Reichman遭到一名美軍犹太情报员的举报。其中两名成員遭通缉。1946年4月11日，行動中止。 Reichman担心一次袭击失败会导致美国加强其在拘留營的安全措施。
另一方面，在合作通銷麵包店活動的6名納卡姆成員順利破壞食物防盗設施，走私了砷，将毒藥涂在每条面包的底部。 4月13日星期六，面包店工人罢工，延误了納卡姆成員的工作，阻止其中3人进入面包店。结果，僅Distel和2名同伙有时间在大约3千个面包上下毒，而不是原计划的14,000 个。投毒面包后，在奥斯威辛集中营幸存者Yehuda Maimon的帮助下，納卡姆成員逃往捷克斯洛伐克，穿越意大利，到达法国南部。   
1946年4月23日，《纽约时报》报道称，有2,283名德国战俘因中毒而病倒，其中207人住院治疗，且病情严重。然而，最终没有造成任何已知的死亡。 跟据国家档案和记录管理局的文件，面包店中发现的砷含量足以杀死大约6萬人。失败原因不得而知，但怀疑是納卡姆将毒药塗得太薄，或者囚犯意识到面包有毒而没有吃多少。 

## 后续

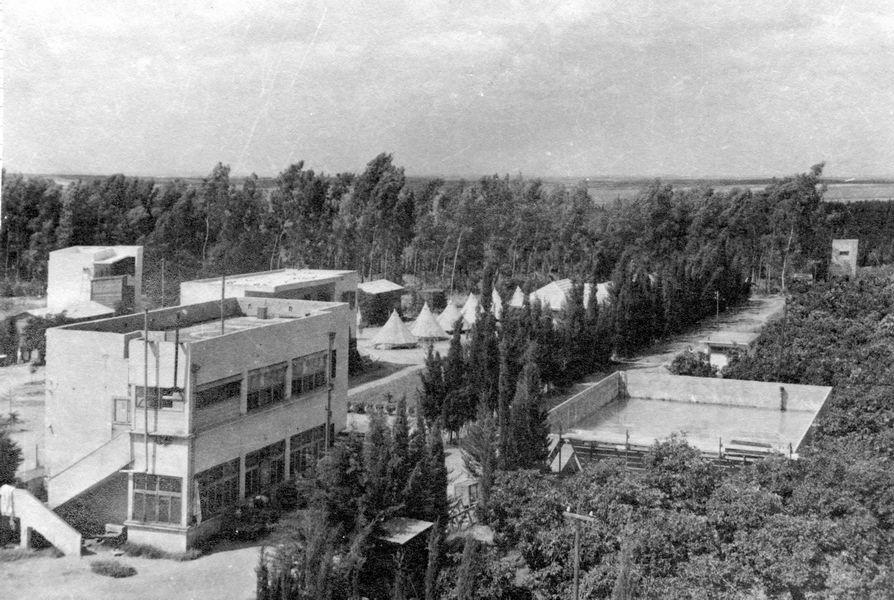
1940年，Ein HaHoresh的基布茲

1946年6月23日，约30名納卡姆成員于，在英国短暂拘留后，于7月底抵达巴勒斯坦。他们在科夫纳位於Ein HaHoresh的基布兹，受到哈加拿和以色列工党成员的热烈欢迎。[35] 尽管科夫纳和大多数成員认为复仇的時機已经过去，但由Bolek Ben-Ya'akov率领的一小群人返回欧洲继续执行任务。 1947年，9名納卡姆成員脱离組織，于次年在工党Abba Hushi的帮助下返回欧洲。 
组织分裂導致後勤與財政等更多的挑战。1949年，德意志联邦共和国的成立使得非法行动更加困难。许多成员為生計投入犯罪，然后在前法国抵抗运动成员的帮助下试图逃离德国监狱。1950年至1952年间，大多数人返回以色列。 Ben-Ya'akov接受采访时表示，如果他没有尝试报复，他“无顏照镜子”，并且为没有成功而深感遗憾。 来到以色列后，前納卡姆成员拒绝谈论當年经历，直到1980年代。 波拉特写道，科夫纳参加納卡姆是“政治自杀”；她将科夫纳的失败描述为“奇迹”。 納卡姆成员没有悔意，说德国人“活该”，并希望大眾認可他们的行为，而不是宽容。 
1999年，Harmatz和Distel參與纪录片，讨论在自己在納卡姆中的角色。 Distel坚持纳卡姆的行为是道德的，犹太人“有权报复德国人”。 德国检察官以谋杀未遂展开调查，但由于“情况异常”，2000年停止了初步调查。 截至2019年11月 ，納卡姆的四名成员还活着。